# Nick Wechsler (attore)
Samuel Nicholas Wechsler, noto come Nick Wechsler, (Albuquerque, 3 settembre 1978), è un attore statunitense, meglio noto per il ruolo di Kyle Valenti, nella serie teen drama Roswell, e Jack Porter, nella serie televisiva Revenge.

## Biografia
Nato ad Albuquerque, nel Nuovo Messico, subito dopo il diploma si trasferisce ad Hollywood. Presto ottiene un piccolo ruolo nel film per la televisione Quante volte ancora l'amore e inizia la carriera di attore. Dal 1999 al 2002 ha interpretato Kyle Valenti nella serie televisiva Roswell. È inoltre apparso in alcuni episodi di Malcolm in the Middle, North Shore, Cold Case - Delitti irrisolti, Crossing Jordan, The Sarah Connor Chronicles, Lie to Me, C'è sempre il sole a Philadelphia, Chase e Senza traccia. Dal 2011 entra a far parte del cast della serie televisiva Revenge nel ruolo di Jack Porter.

## Filmografia

### Cinema
- Chicks, Man, regia di Jeremy Wagener (2000)
- Perfect Game, regia di Dan Guntzelman (2000)
- Infamous, regia di John Asher (2008) – cortometraggio
- Lie to Me, regia di John Stewart Muller (2008)
- 3B, regia di Joseph Garner (2010) – cortometraggio
- Switchback, regia di Lori Kelly (2010)

### Televisione
- Quante volte ancora l'amore (Full Circle) – film TV, regia di Bethany Rooney (1996)
- Team Knight Rider – serie TV, 22 episodi (1997-1998)
- Roswell – serie TV, 61 episodi (1999-2002)
- Malcolm (Malcolm in the Middle) – serie TV, 1 episodio (2003)
- Tru Calling – serie TV, 1 episodio (2004)
- North Shore – serie TV, 1 episodio (2004)
- Cold Case - Delitti irrisolti (Cold Case) – serie TV, 1 episodio (2005)
- Crossing Jordan – serie TV, 1 episodio (2006)
- Vanished – serie TV, 2 episodi (2006)
- Senza traccia (Without Trace) – serie TV, 3 episodi (2007-2008)
- Terminator: The Sarah Connor Chronicles – serie TV, 1 episodio (2008)
- Past Life – serie TV, 1 episodio (2010)
- Chase – serie TV, 1 episodio (2010)
- C'è sempre il sole a Philadelphia (It's Always Sunny in Philadelphia) – serie TV, 3 episodi (2009-2011)
- Revenge - serie TV, 89 episodi (2011-2015)
- The Player - serie TV, 3 episodi (2015)
- Chicago P.D. - serie TV, 6 episodi (2017)
- Dynasty - serie TV (2017)
- Shades of Blue - serie TV (2018)
- This Is Us - serie TV (2019)
- The Boys - serie TV (2022)

## Doppiatori italiani
Nelle versioni in italiano delle opere in cui ha recitato, Nick Wechsler è stato doppiato da:
- Davide Lepore in Roswell
- Daniele Raffaeli in Malcolm
- Francesco Bulckaen in Cold Case - Delitti irrisolti
- Stefano Crescentini in Senza traccia
- Riccardo Rossi in Revenge
- Gabriele Sabatini in Chicago P.D.
- Francesco Pezzulli in All Rise
- Emiliano Coltorti in The Boys